# Veselí (Zákupy)
Veselí (německá Wesseln) je vesnička v lesích na levém břehu Ploučnice připojená administrativně k 4 km vzdálenému městu Zákupy v roce 1971. Přes vesnici vede silnička do vsi Hradčany pod Mimoní.

## Historie
Ves ukrytá v lesích jižně od Zákup vznikla v místech starého slovanského osídlení. Poprvé se připomíná roku 1471 jako součást panství Svojkova, od roku 1502 připojena k panství Nový Zámek. V roce 1757 zde došlo k souboji mezi pruskými jednotkami generála Winterfelda a rakouskými oddíly generála Becka. V tříhodinové bitvě, která byla součástí válek o Rakouské dědictví, zvítězili Prusové. Z roku 1775 pochází záznam o napadení zdejšího rychtáře vzbouřenými sedláky, kteří pak odtáhli na Nový Zámek. Obecní kronika byla založena v roce 1791. V roce 1848 se stala Veselí samostatnou obcí. V roce 1884 je v kronice záznam o požáru řady domů vč.hospodářských stavení. V období 1879–1880 byla obec spojena administrativně s Heřmaničkami. Významným pro široké okolí býval zdejší mlýn, který měl už v roce 1902 vlastní elektrický proud a kvůli němu bylo z Ploučnice napříč vsí vedeno umělé rameno, tzv.Mlýnský potok. V roce 1906 zde vznikl spolek dobrovolných hasičů.
Po II.sv.válce bylo Veselí připojeno opět k Heřmaničkám, v říjnu 1945 se osamostatnilo, od roku 1950 patřilo k nedaleké vsi Brenná a spolu s ní bylo připojeno k Zákupům v roce 1971..

## Zachovalá pověst o popravčím vrchu
Vypráví o čeledínovi, který okradl svého hospodáře, zabil mu dceru i ženu a byl vesničany zadržen a popraven na vrchu, který se od té doby nazývá Popravčím.

## Obyvatelstvo
Záznamy o počtu obyvatel nasvědčují , že vesnička bývala vždy malá, v roce 1908 – 147 lidí, v roce 1930 bylo celostátní sčítání lidu : 144 Němců a 2 cizinci, v roce 1948 – 73 a roku 1970 pouhých 19. Ke dni 21. prosince 2001 zde bylo registrováno 24 stálých obyvatel.

## Doprava
Po západní straně vsi vede okresní silnice (3.třídy) ze Zákup do Jestřebí a je zde i stará tzv. kummerská (hradčanská) cesta od České Lípy do Hradčan v Ralsku. Železnice tudy nevede, nejbližší trať je vzdálená 5 km. Nejbližší autobusová zastávka se nachází u vesnice Brenná, která je vzdálená 2 kilometry od Veselí směrem na Zákupy.

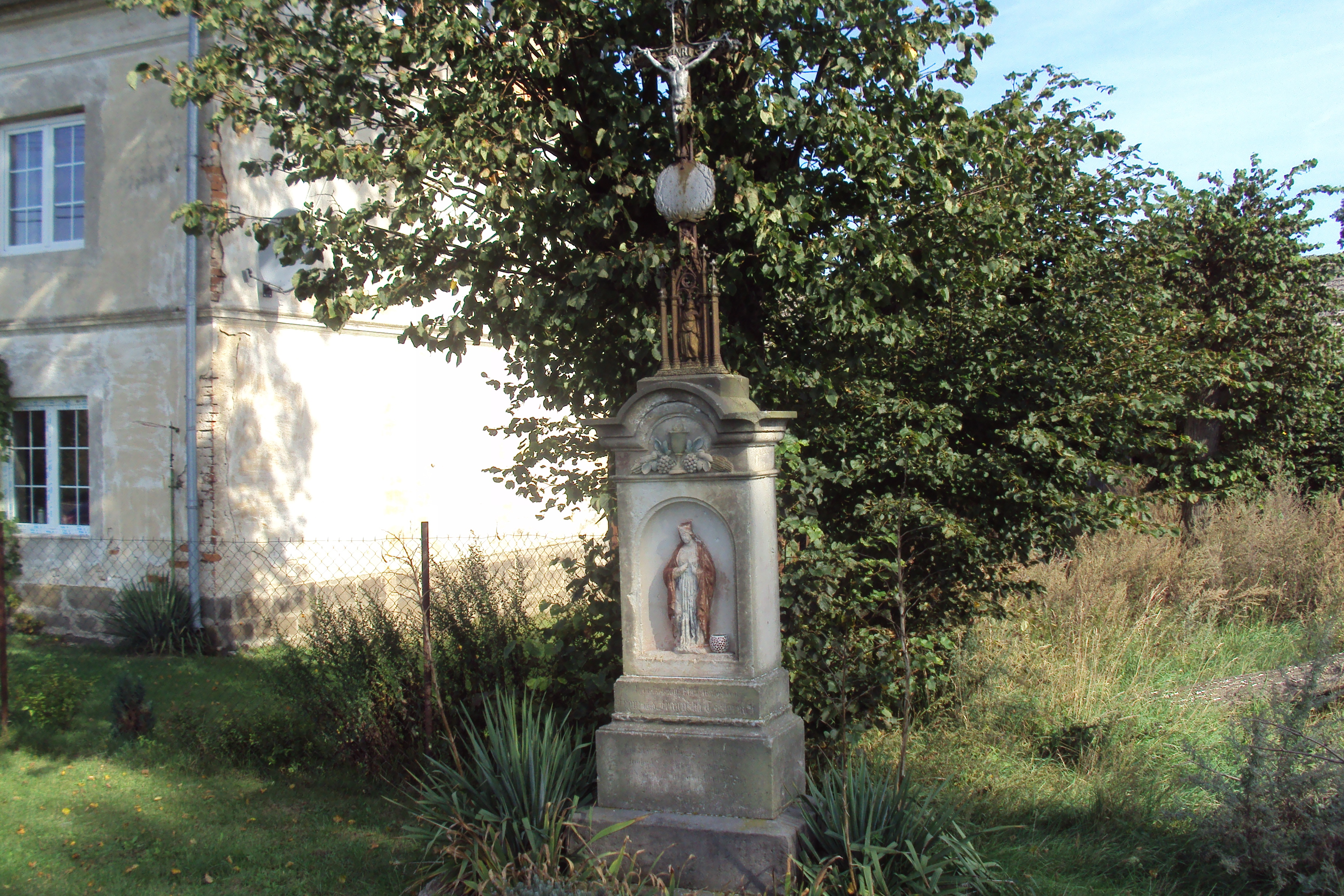
Křížek v obci Veselí

## Další informace
Veselí je jmenována v seznamu katastrů připravované Evropsky významné lokality Horní Ploučnice (Natura 2000).
V katastrální mapě má obec číslo 609838.